# Панов, Степан Иванович
Степан Иванович Панов (20 сентября 1913 — 1 февраля 1982) — участник Великой Отечественной войны, командир взвода 1373-го стрелкового полка (416-я стрелковая дивизия, 5-я ударная армия, 1-й Белорусский фронт), старший сержант. Герой Советского Союза (1945).

## Биография
Родился 20 сентября 1913 года на хуторе Соколов Есауловской станицы Второго Донского округа области войска Донского (ныне Чернышковского района Волгоградской области) в семье казака.
Окончил начальную школу. Работал трактористом.
В Красной Армии с 1935 по 1937 годы и с июня 1941 года. В действующей армии с 1942 года.
Воевал на Ленинградском, 3-го Украинского фронта. Особо отличился в составе 1373-го стрелкового полка 416-й стрелковое дивизии 5-й ударной армии 1-го Белорусского фронта, в котором воевал с ноября 1944 года.
Командир взвода старший сержант С. И. Панов во главе группы из 15 человек при поддержке других штурмовых групп 28 марта 1945 года овладел сильно укрепленным пунктом обороны противника (6 дзотов с гарнизоном в количестве 60 немецких солдат и офицеров, вооружённых пулеметами) в районе города Кюстрин (Польша). От огня противника группа потеряла 11 человек убитыми и ранеными. С оставшимися 4 бойцами ворвался в дом, забросал немцев гранатами и при поддержке другой штурмовой группы полностью очистил опорный пункт противника, уничтожив в короткой схватке 4 пулемётные точки и до 30 немецких солдат и офицеров. Кроме того, захватил в плен 15 немецких солдат. Ликвидировав опорный пункт противника, дал возможность двум батальонам
перейти в атаку. За период наступательных боев имел на своём счету 8 уничтоженных пулемётных точек и до 70 солдат и офицеров противника. Кроме того, им было захвачено в плен 35 немецких солдат.
В 1945 году демобилизован в звании старшины. Член КПСС с 1945 года.
Жил на хуторе Верхний Гнутов Чернышковского района, работал трактористом.
Умер 1 февраля 1982 года. Похоронен на хуторе Верхний Гнутов.

## Память
На территории ТОС «Верхнегнутовское» в парковой зоне расположены два обелиска: «Братская могила воинам-освободителям» и «Памятник погибшим землякам». Рядом с обелисками находится могила и памятник Героя Советского Союза Панова С. И.

## Награды
- Звание Героя Советского Союза присвоено 31 мая 1945 года.
- Награждён орденом Ленина и медалями.